# Bonorva
Bonorva (topónimo en lengua sarda) es un municipio de Italia de 3.883 habitantes en la provincia de Sácer, región de Cerdeña.

## Evolución demográfica
| Gráfica de evolución demográfica de Bonorva entre 1861 y 2001 |
|                                                               |
| Fuente ISTAT - elaboración gráfica de Wikipedia               |